# Rockwell Commander 112
Le Rockwell Commander 112 est un avion d'aviation générale monomoteur américain à quatre places conçu et construit par North American Rockwell (plus tard Rockwell International) à partir de 1972. En 1976, la version turbocompressée 112TC apparait et avec d'autres améliorations mineures, le Rockwell Commander 114 est lancé. Au total, environ 1 300 exemplaires de tous les modèles ont été produits jusqu'en 1980. En 1981, le propriétaire du certificat de type devint Gulfstream Aerospace, mais ce nouveau propriétaire n'as pas d'intérêt pour ce genre d'appareil.
Les droits sur la conception ont été vendus à Commander Aircraft Company en 1988. L'intérieur est amélioré d'autres améliorations sont apportées à la série Commander 114B, sortie en 1992. Environ 200 exemplaires ont été produits avant la fermeture en 2002. Les avions produits entre 2000 et 2002 ont été nommés Commander 115. Entre 2005 et 2012, la Commander Premier Aircraft Corporation (CPAC) produisait uniquement des pièces de rechange. Une tentative de redémarrage de la production a été faite par CPAC qui prévoyait une série Commander 115 ; cependant, en 2016, des problèmes financiers ont retardé la production. Le nombre total de toutes les cellules produites sous le nom de Commander était d'environ 1 490 exemplaires.

## Développement

### Production originale
En 1970, la division Aero Commander de Rockwell développe sa nouvelle gamme qui va des quadriplaces à train fixe monomoteurs aux six places bimoteurs à train retractable.
Les premiers modèles de cette gamme étaient deux versions d'un monoplan à aile basse quadriplace, le Commander 111 à train tricycle fixe et le Commander 112 à train tricycle rétractable. Le 111 était vendu à 17 950 $ et le 112 à 22 100 US $. Seuls deux prototypes du Commander 111 ont été construits ; la société a décidé de ne garder que le Commander 112.
La conception avait un aspect moderne et un espace intérieur considérable qui la distinguait des modèles plus anciens comme le Piper Cherokee ou le Beechcraft Bonanza. Comme l'a dit un journaliste : « If people bought airplanes based on looks and roominess alone, there would likely be a lot more Rockwell Commanders out in the field. This stout, four-seat single has a stylish look that is noticeably absent among many airplane designs dating to the 1950s and '60s. On the ramp the Commander's rakish nose, towering tail, and upright stance set it apart from its dowdy-looking competitors. Likewise, its interior volume is closer to that of a cabin-class twin than other four-seat singles. » (« Si les acheteurs d'avions ne se basaient que sur l'apparence et la spaciosité, il y aurait bien plus de Rockwell Commanders. Cet avion a un style qui n'apparait pas dans les avions des années 50' et 60' dans la même gamme. Avec son nez disruptif, sa queue très haute et sa posture verticale le démarquent de ses concurents, qui plus est, l'intérieur de l'avion est plus proche des bimoteurs que des monomoteurs quadriplaces. »).
La conception avait été réalisée pour suivre les nouvelles normes FAR Part 23 pour les avions légers, qui mettaient l'accent sur la réponse aux forts vents et l'atténuation de la fatigue. La conception qui en résultait présentait une résistance considérable, un fait que Rockwell a largement mis en avant. Malheureusement, cela a également eu un impact sur les performances, et malgré ses lignes épurées, le 112 était légèrement plus lent que des avions similaires comme le Piper Arrow.
Un prototype du Commander 112 s'est écrasé après une défaillance de la queue lors des tests, ce qui a conduit à une reconception de l'empennage. Cela a retardé la livraison du premier avion de série jusqu'à fin 1972. Cela a également conduit à des changements qui ont encore augmenté la masse de l’avion. Ainsi, la puissance du moteur Lycoming O-360 a dû être portée de 180 ch (134 kW) sur le prototype à 200 ch (149 kW) dans les avions de série. Même avec ce nouveau moteur, il existe un consensus général sur le fait que l'avion manquait de puissance. Un autre inconvénient était que les portes composites en fibre de verre ne s'ajustaient pas bien et avaient tendance à fuir.

### Nouvelles versions
En 1974, après que 123 avions aient été construits, un certain nombre d'améliorations ont été apportées au 112, donnant naissance au 112A. Les portes ont été remplacées par des portes en aluminium, ce qui a ajouté plus de poids, mais a rendu la cabine plus silencieuse. L'aile a été redessinée à l'intérieur avec une capacité de carburant accrue et une masse maximale au décollage augmentée de 100 lbs donnant une MTOW de 2 650 lbs. Après la construction de 30 autres modèles 112, Rockwell a proposé une option permettant d'augmenter la capacité de carburant de 68 gallons US contre 48 gallons dans la version standard.
La gamme Commander de 1976 a introduit deux nouveaux modèles : le Commander 112TC avec un moteur turbocompressé de 210 cv et MTOW de 2 850 lb ; et le Commander 114 avec un moteur Lycoming IO-540 de 260 ch. Le 112TC avait une vitesse de croisière considérablement plus élevée (de 160 kts) à haute altitude, jusqu'à 20 000 ft, qui a été rendu possible par une augmentation de l'envergure de 810 mm. Cependant, les faibles performances en montée ne le rendaient utile que sur les longs trajets où le temps de montée n'était pas un problème sérieux. En comparaison, le 114 offrait un groupe motopropulseur bien meilleur pour la cellule, offrant à peu près la même vitesse de croisière que le 112TC mais à des altitudes plus basses, et la puissance supplémentaire lui donnant de bien meilleures performances de montée.
En 1977, l'allongement de l'envergure du modèle TC a été appliqué à la base 112 pour produire le 112B. Cela a permis au poids maximal au décollage du 112B d'augmenter à 2800 lbs, ce qui lui confère une charge utile respectable de 1000 lbs. La production du 112B a pris fin en 1979,, tandis que le 112TC a été encore amélioré avec un poids maximal augmenté de 50 et des modifications mineures. Le changement majeur fut une refonte de  l'avionique avec un pilote automatique à trois axes, produisant le 112TCA « Alpine ». Il offrait un peu plus de performances que le 112TC d'origine et était plus cher que les offres similaires d'autres constructeurs. Un ensemble plus petit de mises à niveau, notamment une hélice à trois pales et un poids maximal au décollage légèrement augmenté de 3250 lbs, a donné le 114A « Gran Turismo »,. Les modèles 112TCA et 114A sont restés en production jusqu'en 1980, date à laquelle Rockwell a arrêté la production avec environ 1 000 exemplaires des différents modèles livrés.

### Avions Commander
Après la fin de la production en 1981, Rockwell a vendu les droits de conception de la suite Aero Commander à Gulfstream American. Gulfstream ne s'intéressait qu'au Turbo Commander et n'a pas relancé la production des 112/114. En 1988, Gulfstream a vendu les droits à Randall Greene, qui a créé Commander Aircraft pour fournir un service après-vente aux avions existants et construire de nouveaux avions.
La conception a été mise à jour et a reçu le nom de Commander 114B en 1992. Parmi les changements, on trouve un nouveau capot profilé, un renforcement de la cellule, des modifications apportées à diverses prises d'air et une nouvelle hélice. Ces améliorations ont augmenté la vitesse de croisière de 8 kts, ce qui le rend plus compétitif. Des améliorations plus importantes ont été apportées à l'intérieur, notamment une sellerie en cuir de haute qualité, des lampes de lecture, une meilleure insonorisation et une puissante climatisation en option. Un critique l'a résumé comme « an ultra-spacious interior that looks more like a luxury car than a spam can. » (« Un intérieur ultra-spacieux qui ressemble plus à une voiture de luxe qu'à une boite de viande. »).
En 1995, ils ont ajouté le 114TC, une version du 114B avec un moteur turbocompressé de 260 ch, principalement pour améliorer la vitesse de croisière à haute altitude à un peu plus de 200 kts. La société a commercialisé l'avion principalement auprès de marchés non traditionnels, à savoir les dirigeants de Wall Street, via le Wall Street Journal, Forbes et Fortune, et les dirigeants du Moyen-Orient, pour lesquels la climatisation extrêmement puissante a été ajouté.
La société avait prévu de réintroduire les 114B et 114TC sous les noms de 115 et 115TC. Ces modèles comportaient de nombreuses améliorations, principalement au niveau de l'intérieur et de l'avionique. Cependant, ces plans ont été abandonnés lorsque la production a pris fin en 2002, après qu'environ 200 114B et 114TC turbocompressés aient été construits, et Commander Aircraft a ensuite été liquidé.

### Avions Commander Premier
En 2005, la Commander Premier Aircraft Corporation (CPAC) a été créée par plus de 50 propriétaires de Commanders, afin de fournir une source de pièces de rechange pour leurs avions. Commander Premier a acheté les actifs de Commander Aircraft au syndic de faillite à la mi-2005 et a déplacé tout l'équipement de production d'Oklahoma City vers une nouvelle usine à Cape Girardeau.
En plus de prévoir de produire les 115 et 115TC, ils prévoyaient également de vendre un 115AT (« Advanced Trainer ») réduit avec un intérieur simplifié, une formation de l'équipage et un ensemble complet de pièces de rechange, dans l'intention de le vendre aux écoles de formation de pilotes à la recherche d'un avion d'entraînement de haute performance.
CPAC a été vendu à Ronald G. Strauss en 2009 et devait devenir la propriété d'Aero-Base, une entreprise appartenant à Strauss. Bien que la CPAC n'ait pas réussi à établir une activité stable de fabrication d'avions dans l'usine financée par la ville à l'aéroport régional de Cape Girardeau, elle a au moins fabriqué des pièces et fourni des services d'entretien d'avions. En octobre 2011, le CPAC a été expulsé de son hangar appartenant à la ville pour des obligations de location impayées. En mai 2012, CPAC était de nouveau en faillite, l'accord conclu par le financier canadien Strauss n'ayant pas réussi à faire avancer les choses, une société anonyme non associée à Strauss a manifesté son intérêt pour l'achat de la société.

### Super commander
Jim Richards a acheté un Commander 114 de 1977, n'a pas été impressionné par ses performances et a commencé à chercher une solution. Cela s'est présenté sous la forme du Lycoming IO-580, sorti en 1997. Il s'agit à peu près de la même taille que l'IO-540 et seulement légèrement plus lourd, mais offre 320 ch, une amélioration significative par rapport aux 260 cv du 114. Richards a fondé Aerodyme Corporation pour vendre et entretenir des conversions comprenant le moteur, l'hélice Scimitar à trois pales Hartzell de 78 in et un nouveau capot pour l'adapter. Au moins un 115 a également été converti de cette manière, connu sous le nom de « Super Commander ».

## Description
Les 112 et 114 sont des monoplans conventionnels à aile basse et un stabilisateur horizontal monté au milieu. Cela place le stabilisateur en dehors du souffle de l'hélice et amoindri la maniabilité à basse vitesse.
La cabine mesure 47 in de large et 49 in de haut, par rapport à un avion contemporain comme le Piper Arrow à 41 in pour 38 in. Il s'agissait de la cabine la plus spacieuse des avions de cette catégorie de l'époque. Il y a une grande porte des deux côtés de l'avion, tandis que la plupart des avions de cette classe ont une grande porte passager d'un côté et une plus petite porte pour le pilote de l'autre,.
L'aile basse présente un dièdre important et dispose d'un train d'atterrissage principal rétractable entièrement caréné. Le train utilise une roulette de nez directionnelle pour un déplacement supplémentaire. Les modèles 112B, 112TCA et 114A ont reçu des roues principales plus grandes et des freins à disque dans le cadre de leurs mises à niveau.
Les ailes et le fuselage ont été construits à l'aide de nouvelles méthodes de construction qui consistent à fabriquer des sections completes plutôt que de riveter ensemble de nombreuses pièces. L'avion possède beaucoup moins de rivets que les modèles de la même époque. Dans le cadre des modifications de 1976, diverses prises d'air ont été déplacées et redessinées, offrant une légère augmentation des performances, tandis que les saumons d'ailes allongés ont réduit la vitesse de décrochage de 62 mph à 58 mph dans la 112A.
Les premiers modèles étaient équipés de harnais à trois points sur les sièges avant, où la ceinture d'épaule était fixée au siège lui-même. Ce dispositif n'offrait pas assez de résistance et a été remplacé par un dispositif fixé au fuselage derrière le siège dans le cadre d'une consigne de navigabilité (AD) de 1987. Bien qu'elle ait été conçue spécifiquement pour éviter les problèmes de fatigue, la série a fait l'objet d'un certain nombre de consignes de navigabilité en raison de fissures de fatigue, à la fois dans l'aile principale et dans la gouverne de profondeur,.

## Variantes

### Opérateurs civils
Le 114 est populaire auprès de certaines organisations de formation au pilotage aux États-Unis pour l'approbation d'avions complexes et hautes performances conformément à la FAR 61.31. Dans l'environnement EASA, il est utilisé pour la formation au vol des avions à hélices à pas variable et des trains d'atterrissage rétractables. Il convient à la formation à la licence CPL(A) et à la qualification de vol aux instruments sur monomoteur. Le Commander est principalement exploité par des aéroclubs et des particuliers.
 États-Unis
- Eagle Aircraft Flight Academy : Rockwell Commander 112TC

 Slovénie
- Letalski center Maribor (sl) : Commander 114B (en service), Rockwell Commander 112A (historique)

### Opérateurs militaires
Gibraltar
 Salvador
 Honduras
 États-Unis
- Escadre Nevada de l'US Air Force : Rockwell Commander 112TC (historique)